# Bilohirsk
Bilohirsk (în ucraineană Білогірськ, în rusă Белогорск, transliterat: Belogorsk, în tătară crimeeană Qarasuvbazar) este un oraș din Republica Autonomă Crimeea, Ucraina. Numele ucrainean și cel rusesc se traduc prin Muntele Alb, iar cel tătăresc se traduce prin Târgul de pe râul Karasu.

## Demografie
Componența lingvistică a orașului Bilohirsk
     Rusă (62,77%)
     Tătară crimeeană (27,62%)
     Ucraineană (7,48%)
     Alte limbi (0,33%)
Conform recensământului din 2001, majoritatea populației orașului Bilohirsk era vorbitoare de rusă (62,77%), existând în minoritate și vorbitori de tătară crimeeană (27,62%) și ucraineană (7,48%).

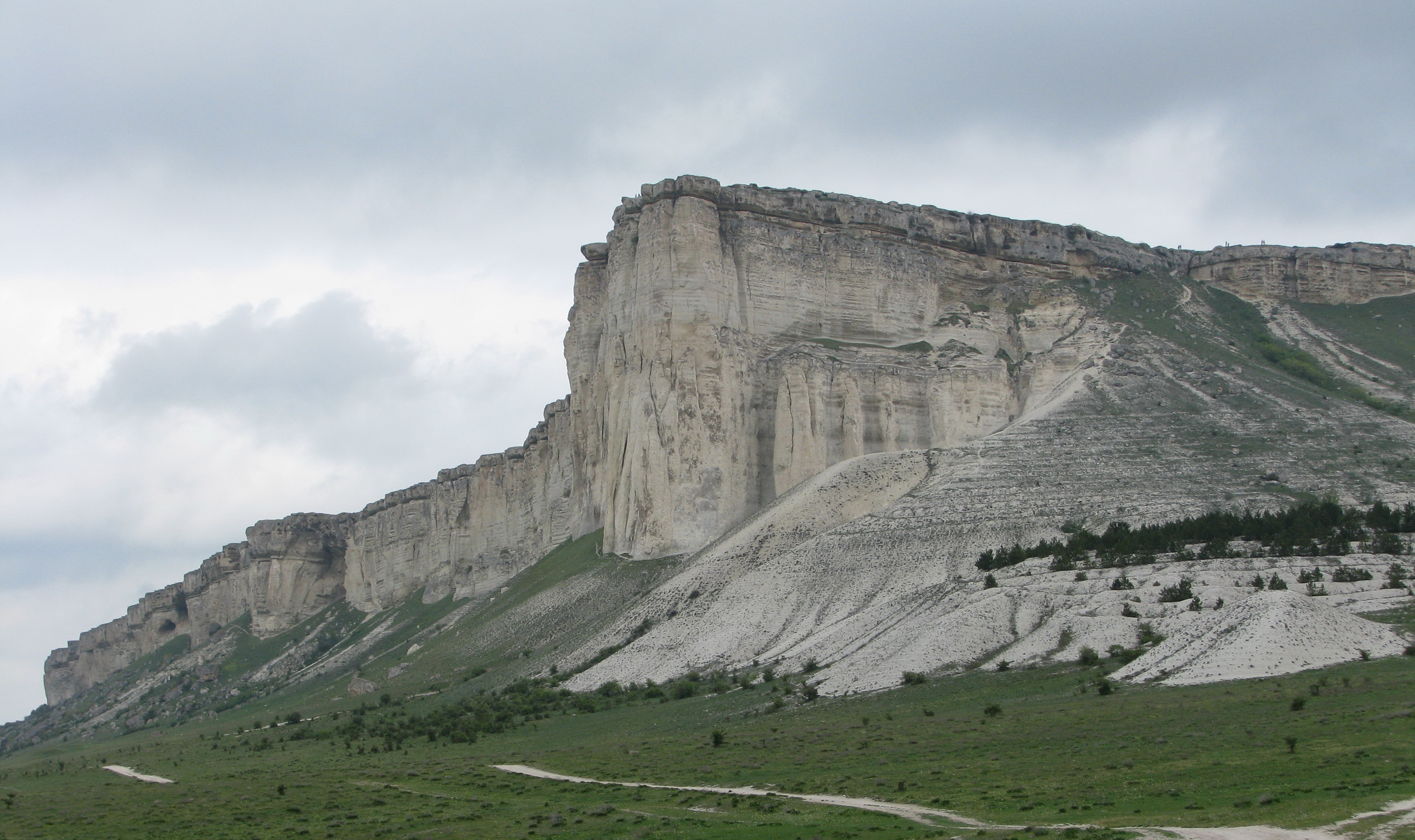
Piatra albă (Ak-Kaya)